# Sasa (Kamenitsa)
Sasa (en macédonien Саса) est un village de l'est de la Macédoine du Nord, situé dans la municipalité de Makedonska Kamenitsa. Le village comptait 876 habitants en 2002.

## Démographie
Lors du recensement de 2002, le village comptait :
- Macédoniens : 874
- Serbes : 2